# The Tale of Nokdu
The Tale of Nokdu (en hangul, 녹두전; romanización revisada, Nogdujeon), también conocida como Mung Bean Chronicle, es una serie de televisión surcoreana transmitida desde el 30 de septiembre hasta el 25 de noviembre de 2019 a través de KBS2. La serie está basada en el webtoon Mung Bean Chronicle (조선로코 녹두전) de Hye Jin-yang.

## Historia
La serie sigue la historia de Jeon Nok-doo, el segundo hijo de una familia noble, un joven hombre con una ambición extraordinaria por ser libre y experimentar el gran mundo. Nok-doo es un joven atractivo, inteligente y con grandes habilidades atléticas, es el epítome de la perfección.
Sin embargo cuando de repente un día les atacan una banda de desconocidos para matar a Nok-doo y su familia, él, tras observar que su hermano fue dañado juró seguir a uno de los matadores sobrevivientes y descubrir de donde vienen y saber quien es el culpable. Tras fijarse en que su objetivo residía en un pueblo hecho para viudas y en el que residen solamente mujeres, decide disfrazarse de mujer para esconderse dentro de la misteriosa comunidad donde está prohibida la entrada a los hombres.
Ahí conoce a Dong Dong-joo, una bella joven a pesar de ser una aprendiz de gisaeng, no quiere y odia la idea de convertirse en una. Tiene una personalidad fuerte, pero también es un poco torpe, no tiene ningún sentido del ritmo y ni es buena para el canto, por lo que sus compañeras la cuidan, a pesar de esto es habilidosa con sus manos, y puede hacer cualquier cosa si le dan las herramientas adecuadas. También es una joven que lucha por lo correcto y cuando ve una injusticia dice lo que piensa.
Cuando Dong-joo descubre la verdadera identidad de Nok-doo, esconde quién es, luego de que él la salva de una situación muy peligrosa, Nok-doo decide "adoptarla como su hija" para protegerla. Sin embargo en el proceso ambos comienzan a enamorarse.
Junto a ellos se unen: Cha Yool-moo, un hombre que a pesar de parecer perfecto con una apariencia perfecta, dulce, gentil y con un talento especial para cocinar, en realidad esconde muchos secretos oscuros y cuya verdadera identidad despiadada es la de ser el Gran Príncipe Neungyang, quien más tarde se convierte en el Rey Injo. Es el deseo de muchas de las jóvenes, quienes inmediatamente se enamoran de él, sin embargo siempre acaban con el corazón roto ya que él solo tiene ojos para Dong-joo (su exprometida), con quien comparte una conexión especial desde que eran pequeños. Cuando Dong-joo se da cuenta de los sentimientos de Yul-mu por Nok-du, se pone celoso.
El Rey Kwang-hae, un hombre extremadamente ambicioso, que tiene la mayor codicia por ser la única persona con poder en Joseon, su peligrosa obsesión y temperamento indeseable lo hunden cada vez más en un abismo de maldad. Jeon Hwang-tae, el hermano mayor de Nok-doo, un joven con una mente clara y un corazón cálido, que ayuda a Dong-joo.
Así como Yeon Geun, un hombre que posee un título elegante debido a la historia de su familia rica, pero que básicamente no tiene un trabajo y es enviado a la aldea de las jóvenes sin embargo no puede entrar ya que es un hombre. Baek Seol-gi, una viuda y líder de la comunidad de mujeres, quien durante el día es una elegante costurera pero en la noche se convierte en una guerrera con impresionantes habilidades con la espada. Mae Hwa-soo, la mejor amiga de Dong-joo, una joven dotada de habilidades fascinantes, como su manera de hablar, bailar y cantar, lo que la convierte en una gisaeng experta. Ahn Jung-sook, la mujer más casta entre las viudas de la comunidad de mujeres y un miembro del grupo de guerreras secreto "Moowoldan" y Huh Yoon, el hijo favorito de la familia real, un hombre de gran lectura, pero con una terrible memoria, que posee habilidades en artes marciales y es amigo de Kwang-hae.
Más tarde se revela la verdadera identidad y el lado obscuro de Yool-moo (futuro Gran Príncipe Neungyang), mientras que Nok-doo descubre que es el hijo del Rey y medio hermano de Yool-moo, y que Dong-joo es la única sobreviviente de una familia asesinada por el Rey.

## Reparto

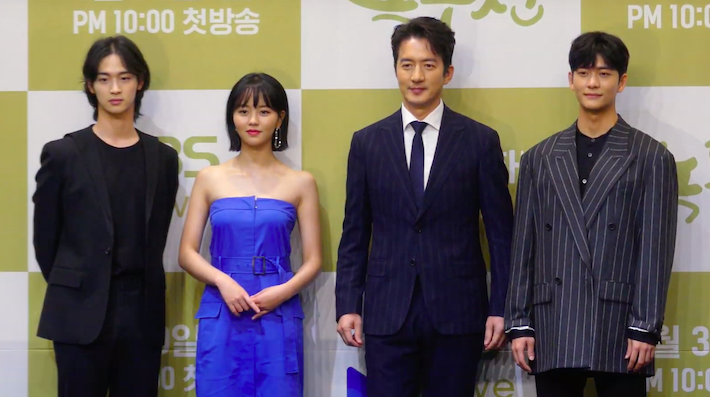
Jang Dong-yoon, Kim So-hyun, Jung Joon-ho y Kang Tae-oh durante la conferencia de prensa de la serie el 30 de septiembre del 2019.

### Personajes principales[21]
| Actor                     | Personaje                              | Nº de episodios | Notas         |
| ------------------------- | -------------------------------------- | --------------- | ------------- |
| Kim So-hyun Cho Ye-rin    | Dong Dong-joo / Yoo Eun-seo            | 32              | [ 22 ] [ 23 ] |
| Jang Dong-yoon Kim Ji-woo | Jeon Nok-doo / Kim Nok-soon / Yeon Soo | 32              | [ 24 ]        |
| Kang Tae-oh Jeon Jin-seo  | Cha Yool-moo                           | -               | [ 25 ] [ 26 ] |
| Jung Joon-ho              | Rey Kwanghae / Lee Hon                 | -               | [ 27 ] [ 28 ] |

### Personajes recurrentes
| Actor                       | Personaje            | Nº de episodios | Notas |
| --------------------------- | -------------------- | --------------- | --- |
| Lee Seung-joon              | Jung / Jeon Yoon-jeo | -               | El padre de Nok-doo y Hwang-tae. |
| Song Geon-hee Kim Seung-han | Jeon Hwang-tae       | -               | El hermano mayor de Nok-doo. |
| Kim Tae-woo                 | Huh Yoon             | -               | Es el súbdito y amigo de Kwang-hae. |
| Yoon Yoo-sun                | Cheon Haeng-soo      | -               | Es la jefa y guardián de la aldea de las viudas. |
| Lee Joo-bin                 | Mae Hwa-soo          | -               | La mejor amiga de Dong-joo y una popular Gisaeng. |
| Go Geon-han                 | Yeon Geun            | -               | Es el vicerrector y encargado de la aldea de las viudas. |
| Yoon Sa-bong                | Kang Soon-nyeo       | -               | Es una miembro del cuerpo de mujeres virtuosas. |
| Hwang Mi-young              | Park Bok-nyeo        | -               | Es una miembro del cuerpo de mujeres virtuosas. |
| Yoon Geum Sun-ah            | Lee Mal-nyeo         | -               | Es una miembro del cuerpo de mujeres virtuosas. |
| Cho Soo-hyang               | Baek Seol-gi         | -               | Es una miembro de Moowoldan. |
| Song Chae-yoon              | Min Deul-re          | -               | Es una miembro de Moowoldan. |
| Yang So-min                 | Ahn Jung-sook        | -               | Es una miembro de Moowoldan. |
| Han Ga-rim                  | Noh Yeon-boon        | -               | Es una miembro de Moowoldan. |
| Park Min-jung Oh Ha-nee     | Reina Inmok          | -               | |
| Hwang In-yeop               | Park Dan-ho          | -               | El escolta de Yool-moo, quien más tarde muere protegiéndolo. |
| Lee Eun-hyung               | Baek Jong            | -               | Es uno de los guardias del Rey. |
| Lee Moon-sik                | Hwang Jang-koon      | -               | Es un general y maestro de artes marciales. |
| Park Da-yeon                | Hwang Aeng-doo       | -               | Es la pequeña hija de Jang-koon, quien gracias a su padre tiene un compromiso arreglado con Jeon Nok-du, quien no está interesado en ella. Aunque al inicio cuando conoce a Dong Dong-joo se muestra serie, poco a poco comienza a llevarse muy bien con ella. Cuando finalmente acepta que Nok-du está profundamente enamorado de Dong Dong-joo le dice a su padre que no quiere casarse con él. |
| Kim Yi-kyung                | Ok-ran               | -               | Es una gisaeng que vive en la aldea de las viudas. |

### Otros personajes
| Actor                 | Personaje | Nº de episodios | Notas                     |
| --------------------- | --------- | --------------- | ------------------------- |
| Kwon Hyuk             | -         | -               |                           |
| Kim Lee-kyung         | Olan      | -               |                           |
| -                     | Lady Kim  | -               |                           |
| Lee Kyu-seob (이규섭) | -         | -               | Es el líder de una banda. |

### Apariciones especiales
| Actor         | Personaje | Episodio donde apareció | Notas                                    |
| ------------- | --------- | ----------------------- | ---------------------------------------- |
| Park Chul-min | -         | 1                       | Es el suegro del hombre que se escapa.   |
| Lee Ho-jae    | -         | 1                       | Es un hombre que lanza la piedra al Rey. |
| Jung Yi-rang  | -         | -                       | Es el dueño del Inn.                     |

## Episodios
La serie está conformada por 32 episodios, los cuales fueron emitidos todos los lunes y martes a las 22:00 (KST).

### Ratings
Los números en azul indican los episodios con las puntuaciones más altas, mientras que los números en rojo indican los episodios con menor calificación.
| Episodio | Título                              | Emisión                  | Promedio de Audiencia | Promedio de Audiencia | Promedio de Audiencia |
| Episodio | Título                              | Emisión                  | AGB Nielsen           | AGB Nielsen           | TNmS                  |
| Episodio | Título                              | Emisión                  | Escala Nacional       | Escala Nacional       | Seúl                  |
| -------- | ----------------------------------- | ------------------------ | --------------------- | --------------------- | --------------------- |
| 1        | First Encounter                     | 30 de septiembre de 2019 | 5.6% (14.ª)           | 5.0% (17.ª)           | 6.2%                  |
| 2        | Widow Village                       | 30 de septiembre de 2019 | 7.1% (8.ª)            | 6.3% (9.ª)            | 8.0%                  |
| 3        | The Past is Nok Du's Father         | 1 de octubre de 2019     | 6.5% (11.ª)           | 6.4% (11.ª)           | 6.1%                  |
| 4        | Like An Older Sister                | 1 de octubre de 2019     | 8.3% (5.ª)            | 8.2% (5.ª)            | 7.3%                  |
| 5        | Composite Sketch                    | 7 de octubre de 2019     | 5.4% (17.ª)           | 5.3% (19.ª)           | 5.8%                  |
| 6        | I Want You to Leave                 | 7 de octubre de 2019     | 7.1% (10.ª)           | 6.9% (10.ª)           | 7.3%                  |
| 7        | Second Chance                       | 8 de octubre de 2019     | 5.8% (16.ª)           | 5.5% (16.ª)           | 5.0%                  |
| 8        | Reminiscences of Childhood          | 8 de octubre de 2019     | 6.7% (11.ª)           | 6.5% (12.ª)           | 6.3%                  |
| 9        | I Like Lord Yul Mu                  | 15 de octubre de 2019    | 5.0% (17.ª)           | N/A                   | N/A                   |
| 10       | Who Do You Like?                    | 15 de octubre de 2019    | 6.6% (12.ª)           | 6.5% (11.ª)           | 5.4% (14.ª)           |
| 11       | Yul Mu Knows Nok Du's Secret        | 21 de octubre de 2019    | 4.3% (NR)             | N/A                   | N/A                   |
| 12       | Yul Mu's True Color                 | 21 de octubre de 2019    | 5.9% (14.ª)           | 5.6% (16.ª)           | 5.5% (19.ª)           |
| 13       | I Will Leave Soon                   | 22 de octubre de 2019    | 6.0% (15.ª)           | 6.1% (15.ª)           | 5.7% (15.ª)           |
| 14       | Secret About Nok Du's Birth         | 22 de octubre de 2019    | 6.2% (13.ª)           | 6.3% (12.ª)           | N/A                   |
| 15       | Without Saying Goodbye              | 28 de octubre de 2019    | 4.9% (NR)             | N/A                   | 4.7% (NR)             |
| 16       | Reunion Between Father and Son      | 28 de octubre de 2019    | 7.3% (11.ª)           | 6.9% (13.ª)           | 5.9% (19.ª)           |
| 17       | Yul Mu Misleading Widows            | 29 de octubre de 2019    | 6.0% (16.ª)           | 5.7% (16.ª)           | N/A                   |
| 18       | Trap for Yul Mu                     | 29 de octubre de 2019    | 7.4% (8.ª)            | 7.4% (8.ª)            | 6.3% (15.ª)           |
| 19       | Heo Yun Framed                      | 4 de noviembre de 2019   | N/A                   | N/A                   | N/A                   |
| 20       | The Queen's Jewel                   | 4 de noviembre de 2019   | 6.4% (14.ª)           | 6.3% (16.ª)           | 6.2% (16.ª)           |
| 21       | Dong Joo Enters the Palace          | 5 de noviembre de 2019   | 4.7% (NR)             | N/A                   | N/A                   |
| 22       | Your Son Is Alive                   | 5 de noviembre de 2019   | 6.2% (12.ª)           | 6.0% (15.ª)           | 5.5% (17.ª)           |
| 23       | Torturing Jung Yun Jeo              | 11 de noviembre de 2019  | 5.1% (18.ª)           | 5.1% (19.ª)           | 5.5% (17.ª)           |
| 24       | Find the Merit List                 | 11 de noviembre de 2019  | 6.9% (11.ª)           | 7.0% (12.ª)           | 6.4% (14.ª)           |
| 25       | Nok Du is the Boy                   | 12 de noviembre de 2019  | 5.4% (15.ª)           | 5.2% (15.ª)           | 5.7% (15.ª)           |
| 26       | Go, Now!                            | 12 de noviembre de 2019  | 7.7% (6.ª)            | 7.4% (5.ª)            | 7.0% (10.ª)           |
| 27       | A Revolt in Plan                    | 18 de noviembre de 2019  | 5.6% (20.ª)           | 5.9% (19.ª)           | N/A                   |
| 28       | Dong Joo Stands Before the King     | 18 de noviembre de 2019  | 6.5% (14.ª)           | 6.5% (13.ª)           | 6.3% (16.ª)           |
| 29       | Dong Joo and Nok Du Promise Forever | 19 de noviembre de 2019  | 6.3% (12.ª)           | 6.2% (14.ª)           | 5.9% (18.ª)           |
| 30       | The King is Back                    | 19 de noviembre de 2019  | 7.8% (9.ª)            | 8.0% (7.ª)            | 6.9% (13.ª)           |
| 31       | Dong Joo's Decision                 | 25 de noviembre de 2019  | 6.0% (17.ª)           | N/A                   | N/A                   |
| 32       | Wedding Ceremony                    | 25 de noviembre de 2019  | 7.3% (11.ª)           | 6.4% (15.ª)           | 6.5% (16.ª)           |
| Promedio | Promedio                            | Promedio                 | 6.2%                  | -                     | -                     |

## Música
La primera canción del OST de la serie fue estrenada el 1 de octubre del 2019 bajo la casa discográfica "NHN Bugs".

### Parte 1
| No. | Intérpretes               | Canción                 | Letra          | Música         | Duración |
| --- | ------------------------- | ----------------------- | -------------- | -------------- | -------- |
| 1   | Doyoung & Mark (de NCT-U) | "Baby Only You"         | Park Beom-geun | Park Beom-geun | 3:17     |
| 2   | -                         | "Baby Only You" (Inst.) | -              | Park Beom-geun | 3:17     |

### Parte 2
| No. | Intérprete | Canción                             | Letra     | Música    | Duración |
| --- | ---------- | ----------------------------------- | --------- | --------- | -------- |
| 1   | Younha     | "I'll Be The Light" (빛이 되어줄게) | Honey Jar | Honey Jar | 4:11     |
| 2   | -          | "I'll Be The Light" (Inst.)         | -         | Honey Jar | 4:11     |

### Parte 3
| No. | Intérprete | Canción           | Letra | Música | Duración |
| --- | ---------- | ----------------- | ----- | ------ | -------- |
| 1   | Woozi      | "Miracle"         | -     | -      | 3:39     |
| 2   | -          | "Miracle" (Inst.) | -     | -      | 3:39     |

### Parte 4
| No. | Intérprete | Canción                                  | Letra                 | Música | Duración |
| --- | ---------- | ---------------------------------------- | --------------------- | ------ | -------- |
| 1   | Gummy      | "Most Beautiful Days" (가장 완벽한 날들) | Yang Jae-seon y Gaemi | Gaemi  | 4:45     |
| 2   | -          | "Most Beautiful Days" (Inst.)            | -                     | Gaemi  | 4:45     |

### Parte 5
| No. | Intérprete        | Canción                                            | Letra                | Música     | Duración |
| --- | ----------------- | -------------------------------------------------- | -------------------- | ---------- | -------- |
| 1   | Sandeul (de B1A4) | "Going Round And Round Inside Me" (내 안에 맴돌아) | Heo Sung-jin y Gaemi | Kim Se-jin | -        |
| 2   | -                 | "Going Round And Round Inside Me" (Inst.)          | -                    | Kim Se-jin | -        |

### Parte 6
| No. | Intérprete | Canción                    | Letra         | Música                    | Duración |
| --- | ---------- | -------------------------- | ------------- | ------------------------- | -------- |
| 1   | Min Seo    | "It Hurts" (아프고 아파서) | Jin Hyo-jeong | Jin Hyo-jeong y Ecobridge | 3:34     |
| 2   | -          | "It Hurts" (Inst.)         | -             | Jin Hyo-jeong y Ecobridge | 3:34     |

### Parte 7
| No. | Intérprete  | Canción        | Letra  | Música | Duración |
| --- | ----------- | -------------- | ------ | ------ | -------- |
| 1   | Kim Yeon-ji | "Scar" (흉터)  | GA EUN | Gaemi  | 4:01     |
| 2   | -           | "Scar" (Inst.) | -      | Gaemi  | 4:01     |

### Parte 8
| No. | Intérprete | Canción                   | Letra          | Música     | Duración |
| --- | ---------- | ------------------------- | -------------- | ---------- | -------- |
| 1   | Huh Gak    | "Your Warmth" (너의 온기) | Kim Seong-yeon | Jin Min-ho | 4:04     |
| 2   | -          | "Your Warmth" (Inst.)     | -              | Jin Min-ho | 4:04     |

### Parte 9
| No. | Intérprete    | Canción                                         | Letra      | Música     | Duración |
| --- | ------------- | ----------------------------------------------- | ---------- | ---------- | -------- |
| 1   | Park Jae Jung | "Sunshine Wind Starlight" (햇살 바람 별빛 그대) | Lee Da-hee | Lee Da-hee | 4:01     |
| 2   | -             | "Sunshine Wind Starlight" (Inst.)               | -          | Lee Da-hee | 4:01     |

## Premios y nominaciones
| Año  | Categoría                                | Premio               | Trabajo                      | Resultado |
| ---- | ---------------------------------------- | -------------------- | ---------------------------- | --------- |
| 2020 | Best New Actor                           | 7th APAN Star Award  | Jang Dong-yoon               | Ganó      |
| 2019 | Excellence Award for Miniseries (Female) | 33rd KBS Drama Award | Kim So-hyun                  | Ganó      |
| 2019 | Excellence Award for Miniseries (Male)   | 33rd KBS Drama Award | Jang Dong-yoon               | Ganó      |
| 2019 | Best New Actor                           | 33rd KBS Drama Award | Kang Tae-oh                  | Ganó      |
| 2019 | Netizen Award                            | 33rd KBS Drama Award | Kim So-hyun                  | Nominada  |
| 2019 | Netizen Award                            | 33rd KBS Drama Award | Jang Dong-yoon               | Nominado  |
| 2019 | Netizen Award                            | 33rd KBS Drama Award | Kang Tae-oh                  | Nominado  |
| 2019 | Best Couple Award                        | 33rd KBS Drama Award | Kim So-hyun y Jang Dong-yoon | Ganaron   |
| 2019 | Best Kiss                                | 33rd KBS Drama Award | Kim So-hyun y Jang Dong-yoon | Ganaron   |
| 2019 | Best Bromance                            | 33rd KBS Drama Award | Jang Dong-yoon y Kang Tae-oh | Nominados |
| 2019 | Best Child Actress                       | 33rd KBS Drama Award | Park Da-yeon                 | Ganó      |

## Producción
La serie está basada en el webtoon "Mung Bean Chronicle (Joseon Rom-com Tale of Nok-du)" (조선로코 녹두전) de Hye Jin-yang.
También es conocida como "Nok Du Jeon", "Mung Bean Pancake", "The Tale of Nokdu" y "Mung Bean Chronicles".
Fue dirigida por Kim Dong-hwi (김동휘), quien contó con el apoyo de los guionistas Im Ye-jin (임예진) y Baek So Yeon.
Originalmente el papel de la madre de Dong Dong-joo iba a ser interpretada por la actriz Jeon Mi-seon, quien ya había filmado varias escenas, sin embargo el 29 de junio del 2019 se anunció que su cuerpo había sido encontrado colgado en la habitación de su hotel en Jeonju. Más tarde se anunció que Mi-seon sería reemplazada por la actriz Yoon Yoo-sun. También se le había ofrecido el papel de Mae Hwa-soo a Yeonwoo sin embargo declinó su participación debido a problemas de salud, por lo que el papel se le fue ofrecido a la actriz Lee Joo-bin.
En junio del 2019 se realizó la primera lectura del guion, en KBS Annex Broadcasting Station en Yeouido, Seúl, Corea del Sur.
Las filmaciones empezaron el 1 de junio del 2019 en Dongmakgol, Pyeongchang-gun, Provincia de Gangwon en Corea del Sur y finalizaron el 31 de agosto del mismo año.
La conferencia de prensa fue realizada el 30 de septiembre del 2019 donde asistieron los actores Kim So-hyun, Jang Dong-yoon, Kang Tae-oh y Jung Joon-ho así como el director Kim Dong-hwi.
El drama es la primera serie producida por Wavve y transmitida simultáneamente en KBS2 y Wavve desde el 30 de septiembre del 2019.
También contó con el apoyo de las compañías de producción "Production H" y "Monster Union".

### Recepción
La serie tuvo una buena semana de estreno para el horario de 22:00hrs lunes/martes de la cadena KBS2 obteniendo en varias ocasiones calificaciones desde el 6-8%. El 2 de octubre del 2019 se anunció que debido al efecto de la serie Wavve había aumentado 4.5 de veces sus suscriptores de pagos diarios, así como un aumento del 30% de accesos debido a la reorganización del servicio, el marketing y los contenidos un mes antes de que el drama se estrenara. Además, el drama obtuvo el 8.8% de visualización total del drama dentro de las series proporcionadas por Wavve.
El actor Jang Dong-yoon quien interpreta a Jeon Nok-du ha recibido elogios por parte de los espectadores por su interpretación de Nok-du y por su gran química con la actriz Kim So-hyun, quienes fueron elogiados por sus interacciones naturales.

### Distribución internacional
El drama está disponible en los servicios de transmisión en línea como Viki, KOCOWA y Viu.
| País      | Cadena           | Emisión (Fecha y Horario)                                     | Notas |
| --------- | ---------------- | ------------------------------------------------------------- | ----- |
| Filipinas | Viu              | 2019                                                          |       |
| Filipinas | ABS-CBN          | 2 de marzo de 2020 (lunes a viernes a las 17:10)              |       |
| Hong Kong | MyTV SUPER       | octubre de 2019 (todos los martes y miércoles a las 6 a. m.)  |       |
| Indonesia | Viu              | 2019                                                          |       |
| Singapur  | Viu Singtel E-le | 2019                                                          |       |
| Tailandia | Viu              | 2019                                                          |       |
| Taiwán    | LINE TV          | octubre de 2019 (todos los martes y miércoles a las 10 a. m.) |       |